# E.J. Henderson
Eric N. Henderson, detto E.J. (Fort Campbell, 3 agosto 1980), è un ex giocatore di football americano statunitense che ha giocato nel ruolo di middle linebacker per i Minnesota Vikings della National Football League (NFL). Fu ingaggiato dai Vikings come 40º assoluto nel corso del secondo giro del Draft NFL 2003. Al college ha giocato a football presso l'Università del Maryland a College Park.

## Biografia
E. J. è fratello maggiore di Erin con il quale ha giocato assieme nei Vikings per 4 stagioni.

### Carriera universitaria
Dopo aver frequentato la Aberdeen High School Henderson accettò la proposta dell'Università del Maryland, con la cui squadra di football, i Terrapins, fu redshirt il primo anno. Nel 1999 prese parte a tutti ed 11 gli incontri in programma, ma fu relegato principalmente al ruolo di riserva pur prendendo parte come titolare a due incontri (contro Florida State e Virginia) sul finire della stagione in sostituzione del compagno di reparto Kevin Bishop. Henderson chiuse l'anno con 1 sack e 39 tackle, 18 dei quali messi a segno nelle due partite disputate da titolare.
Nel 2000 fu quindi promosso titolare, scendendo in campo dall'inizio in tutti e 10 gli incontri disputati (saltò il match contro i Clemson Tigers a causa di una distorsione al ginocchio). Nella sua stagione da sophomore Henderson guidò la sua squadra e fu settimo nella Atlantic Coast Conference (ACC) in tackle totali (107) e fu secondo nei Terrapins in tackle con perdita di yard (13) e tackle solitari (70), facendo inoltre registrare nell'ultimo incontro dell'anno contro Georgia Tech il record ateneo di tackle in una singola gara (18).
Nel 2001 Henderson fece un ulteriore passo in avanti verso la definitiva maturazione, divenendo uno dei middle linebacker più dominanti del panorama universitario, totalizzando in 11 incontri (di cui 10 disputati come titolare) 150 tackle, di cui 103 solitari, 6 sack, 4 passaggi deviati, un intercetto, un fumble forzato, un fumble recuperato e 2 calci bloccati. Con i suoi 28 tackle con perdita, oltre a classificarsi secondo a livello nazionale nella specialità, stabilì anche il nuovo record ateneo dei Terrapins superando di 4 lunghezze il record stabilito dal grande Randy White nel lontano 1974. Numerosi furono per lui i riconoscimenti a seguito di questa stagione, come il premio quale miglior giocatore dell'anno (quarto Terrapins della storia a ricevere tale riconoscimento dopo Bernie Faloney nel 1953, Bob Pellegrini nel 1955 e Randy White nel 1974) e miglior difensore dell'anno della Atlantic Coast Conference e l'inserimento nei First-Team All-American e All-ACC e tra i 3 finalisti del prestigioso Butkus Award riservato al miglior linebacker a livello collegiale degli Stati Uniti. Unica, grande, delusione dell'anno per i Terrapins fu la sconfitta all'Orange Bowl contro i Florida Gators, in cui la difesa guidata dal titolare Henderson concesse ben 659 yard tra passaggi e corse (record dell'Orange Bowl) e 56 punti.
Nel 2002, Henderson si confermò sugli alti livelli della stagione precedente, incrementando le sue statistiche a 175 tackle (di cui 135 solitari e 40 assistiti), 8,5 sack, 4 passaggi deviati, 2 intercetti ed un fumble forzato ritornato in touchdown per 36 yard. Quell'anno i Terrapins non riuscirono a riconfermarsi campioni della ACC ma invitati al Peach Bowl in rappresentanza della loro conference, sconfissero i Tennessee Volunteers 30-3. Henderson mettendo a referto 3 sack, 4 tackle con perdita di yard, 4 passaggi deviati e un fumble forzato, fu eletto Defensive MVP dell'evento. Henderson per il secondo anno consecutivo fu eletto Difensore dell'anno della ACC ed inserito nel First Team All-American e nel First Team All-ACC. Egli inoltre vinse il Chuck Bednarik Award ed il Butkus Award, come miglior difensore e come miglior linebacker dell'anno a livello collegiale, il Jack Lambert Award e fu finalista del Lombardi Trophy e del Bronko Nagurski Trophy (vinti entrambi dal futuro linebacker dei Baltimore Ravens Terrell Suggs).

### Minnesota Vikings
Inizialmente pronosticato per una chiamata al primo giro del Draft NFL 2003, i dubbi sulla sua velocità contribuirono a farlo scendere al secondo giro dove fu selezionato dai Minnesota Vikings con la 40ª scelta assoluta.

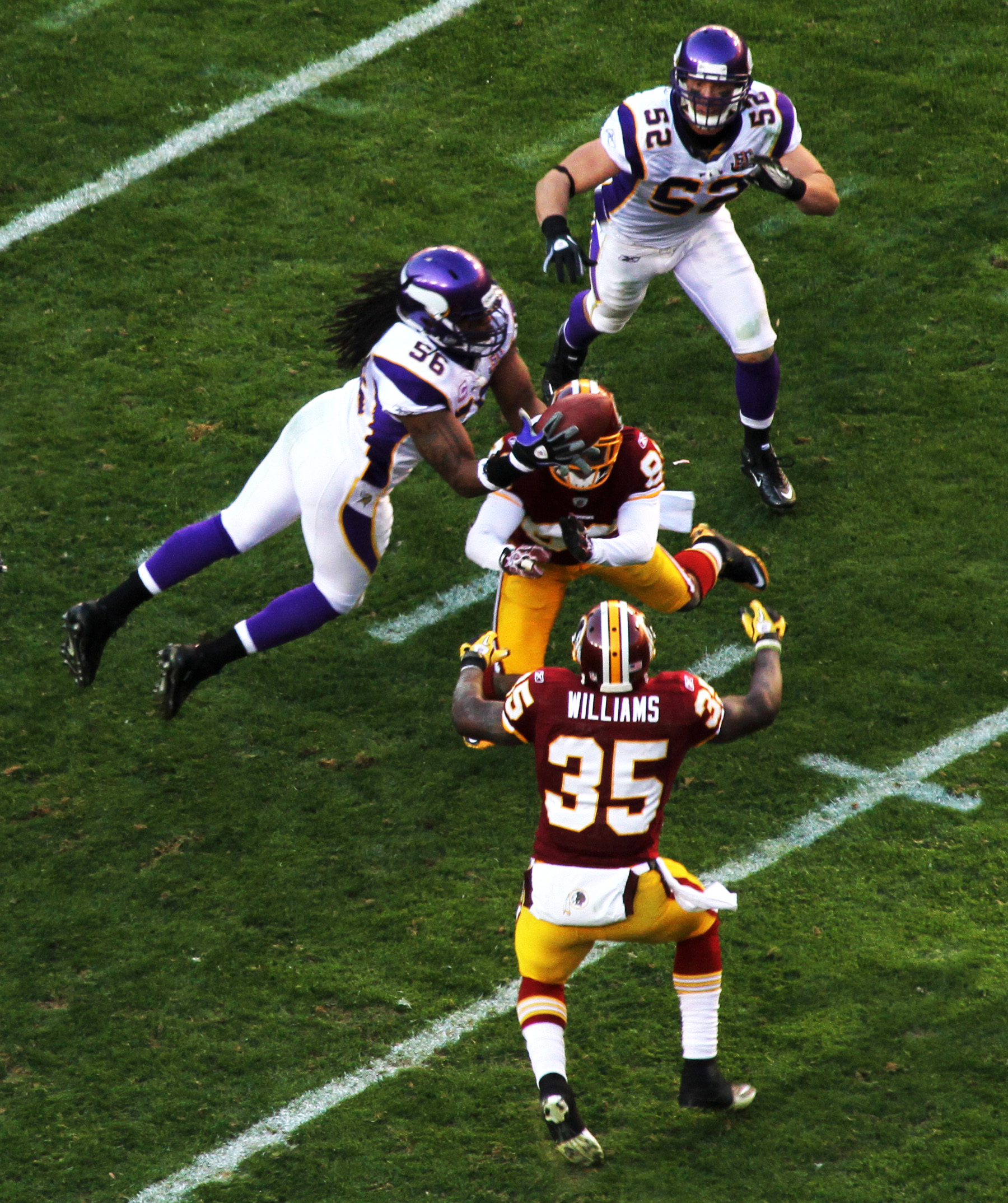
Henderson fotografato nel momento dell'intercetto ai danni di Donovan McNabb nel 2010.

Nella sua prima stagione con la maglia dei Vikings, Henderson fu riserva del titolare Greg Biekert giocando nel ruolo di weak-side linebacker e scendendo comunque in campo in tutti e 16 gli incontri della stagione regolare (aumentando il minutaggio nella seconda parte del campionato) e mettendo a segno 32 tackle di cui 27 solitari e 5 assistiti. L'anno successivo fu promosso middle linebacker titolare (salvo poi tornare nel ruolo di weak-side linebacker dopo lo scambio di Randy Moss con gli Oakland Raiders, che portò tra le altre cose il linebacker Napoleon Harris in Minnesota) e disputò 14 incontri mettendo a segno 93 tackle (di cui 65 solitari e 28 assistiti), un sack e 3 passaggi deviati. Nel 2005 prese parte a 15 match partendo titolare in 14 incontri: nella prima della stagione contro i Buccaneers partì dalla panchina e saltò il match contro i Saints a causa di una distorsione alla caviglia. A fine stagione chiuse al terzo posto tra i Vikings con 74 tackle (53 solitari e 22 assistiti), un sack ed un passaggio deviato.
Nel 2006 Henderson diede segni di miglioramento, prendendo parte come titolare a tutti e 16 gli incontri della stagione regolare e disputando gare di notevole spessore come contro i Lions, quando ritornò per 45 yard in touchdown un intercetto (l'unico in carriera), o come contro i Jets quando mise a segno ben 13 tackle ed un fumble recuperato. Egli chiuse la stagione con 110 tackle (77 solitari e 33 assistiti), 3 sack, 4 passaggi deviati, 2 intercetti ed un touchdown messi a referto, contribuendo al 4º posto in total offense ed al 1º in run defense nella NFL e guadagnandosi il rinnovo del contratto (quinquennale a 25 milioni di dollari di cui 10 garantiti).

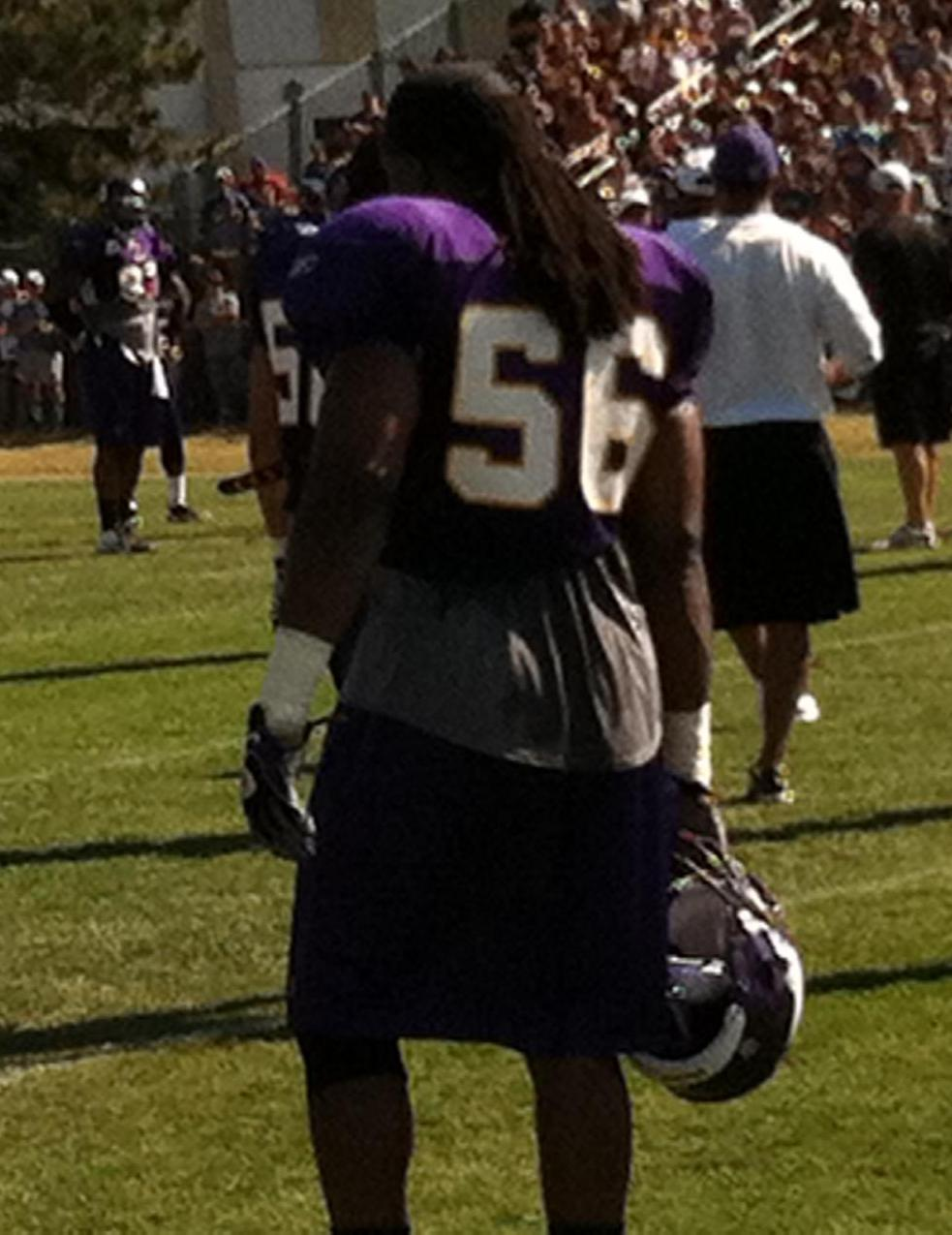
Henderson durante il training camp estivo del 2011.

Il 2007 vide per la prima volta Henderson impiegato in tutte e 16 le gare disputate da titolare nel ruolo di middle linebacker nello schema Tampa-2 adottato dai Vikings (una difesa 4-3 in cui il middle linebacker protegge in copertura nel mezzo sia a medio che corto raggio). Fu questa la stagione migliore di Henderson che mise a segno 118 tackle (94 solitari e 24 assistiti), 4,5 sack, 4 passaggi deviati, 3 fumble forzati e 2 recuperati, guidando i Vikings in tackle in ben 12 partite su 16 e venendo eletto dai compagni di squadra Defensive MVP. L'anno seguente fu raggiunto in squadra dal fratello Erin, non selezionato da alcuna squadra al Draft NFL 2008 ma ingaggiato dai Vikings durante l'estate. E. J., nominato capitano della difesa, ebbe un avvio di stagione ad alti livelli, mettendo a referto in 4 partite (3 volte fu titolare) 27 tackle, 1 sack, un fumble forzato ed uno recuperato quando arrivò la doccia fredda dello slogamento di diverse dita del piede sinistro, occorsogli nel match di settimana 4 contro i Titans, che lo costrinse a chiudere anzitempo la stagione.
Nel 2009 Henderson dimostrò di aver recuperato dall'infortunio arrivando a mettere a referto 83 tackle (63 solitari e 20 assistiti), 2 sack, un passaggio deviato ed un fumble recuperato in 12 partite di stagione regolare. Ancora una volta però arrivò un bruttissimo infortunio alla gamba a porre fine alla sua stagione: durante il match di settimana 13 contro i Cardinals, cercando di fermare il running back Tim Hightower, urtò il casco del compagno di squadra Jamarca Sanford torcendo così violentemente la sua gamba e fratturandosi il femore. In seguito, passò la notte a Phoenix dove fu operato. Subito partirono speculazioni circa suo prosieguo di carriera e la volontà dei Vikings di credere ancora in lui, considerato anche l'infortunio della precedente stagione, tuttavia Henderson non solo fu disponibile per il training camp estivo del 2010 ed il suo percorso di riabilitazione fu presentato dai medici dei Vikings ai colleghi delle altre franchigie come modello da seguire, ma disputò anche da titolare tutti e 16 gli incontri della stagione regolare mettendo a referto 108 tackle (71 solitari e 37 assistiti), 1 sack, 3 intercetti (fino a quel momento ne aveva messi a segno solo 2 in tutta la sua carriera), un fumble forzato ed uno ricoperto, guidando i Vikings in intercetti ex aequo con Husain Abdullah. A fine stagione, fu premiato con la prima ed unica convocazione in carriera per il Pro Bowl in sostituzione dell'indisponibile Jonathan Vilma (in seguito, all'ultimo momento Vilma risolse i suoi problemi personali e giocò al posto di Henderson). Nel 2011 Henderson mise a segno in 16 incontri altri 107 tackle (78 solitari e 29 assistiti), 3 passaggi deviati, 2 sack e 3 fumble forzati, ma ciononostante i Vikings decisero a causa dell'età (32 anni) e a causa degli infortuni di non esercitare la franchise tag sul giocatore, che così non trovando squadre pronte ad ingaggiarlo in estate, decise di ritirarsi.

## Vittorie e premi

### Carriera universitaria

#### Università
- Peach Bowl: 1

Maryland Terrapins: 2002
- ACC Championship : 1

Maryland Terrapins: 2001

#### Individuale
- Chuck Bednarik Award: 1

2002
- Butkus Award: 1

2002
- Jack Lambert Award: 1

2002
- Peach Bowl Defensive MVP: 1

2002
- Giocatore dell'anno della ACC: 1

2001
- Difensore dell'anno della ACC: 2

2001, 2002
- First Team All-American: 2

2001, 2002
- First Team All-ACC: 2

2001, 2002
- Defensive Lineman della settimana della ACC: 6

### Individuale
- Convocazioni al Pro Bowl: 1

2010
- Ed Block Courage Award: 1

2009
- Minnesota Vikings Defensive MVP: 1

2007

## Statistiche
Fonte: NFL.com
| 2003 | Minnesota Vikings | 16  | 32  | 27  | 5   | 0  | 0.0  | 1  | 0 |
| 2004 | Minnesota Vikings | 14  | 93  | 65  | 28  | 3  | 1.0  | 1  | 0 |
| 2005 | Minnesota Vikings | 15  | 75  | 53  | 22  | 1  | 1.0  | 1  | 0 |
| 2006 | Minnesota Vikings | 16  | 110 | 77  | 33  | 2  | 3.0  | 1  | 2 |
| 2007 | Minnesota Vikings | 16  | 118 | 94  | 24  | 4  | 4.5  | 3  | 0 |
| 2008 | Minnesota Vikings | 4   | 27  | 23  | 4   | 0  | 1.0  | 1  | 0 |
| 2009 | Minnesota Vikings | 12  | 83  | 63  | 20  | 1  | 2.0  | 0  | 0 |
| 2010 | Minnesota Vikings | 16  | 105 | 71  | 34  | 4  | 1.0  | 1  | 3 |
| 2011 | Minnesota Vikings | 16  | 107 | 78  | 29  | 3  | 2.0  | 3  | 0 |
|      | Totale            | 125 | 749 | 550 | 199 | 18 | 15.5 | 12 | 5 |

### Altre attività
Laureato nel 2002 in criminologia e giustizia criminale presso l'Università del Maryland, dopo il suo ritiro ha fondato la Youth Pro Fitness and Nutrition, una compagnia gestita da atleti professionisti e volta a dare consigli su salute e nutrizione ai bambini compresi dai 7 ai 13 anni nell'area metropolitana di Minneapolis e Saint Paul. Nel 2007 aveva fondato anche la E. J. Henderson Youth Foundation, una fondazione nata con lo scopo di aiutare (Henderson stesso diede inizio alla raccolta fondi donando in prima persona 100.000 dollari) i ragazzi che vivono in famiglie economicamente disagiate di Minneapolis e St. Paul tramite programmi di studio, sportivi e di vita civile. Per questa sua attenzione nei confronti dei giovani delle Twin Cities, nel 2009 fu eletto Vikings Man Of The Year.
E. J. è sposato e padre di due figli.